# Ronald Finley
Ronald Leslie „Ron“ Finley (* 10. Dezember 1940 in Huntington Park, Kalifornien; † 5. Juli 2016 in Coberg, Oregon) war ein US-amerikanischer Ringer.

## Werdegang
Finley studierte an der University of Oregon. Während seiner Oberschul- und seiner Hochschulzeit betätigte er sich als Ringer und war einer der wenigen US-amerikanischen Ringer, der sowohl im freien Stil als auch im griechisch-römischen Stil antrat.
1961 wurde er US-amerikanischer Vizemeister des Studentenverbandes NCAA im freien Stil im Federgewicht. Er wurde daraufhin für die Weltmeisterschaften dieses Jahres in Yokohama, allerdings im griechisch-römischen Stil, nominiert. In Yokohama gewann er einen Kampf gegen den Franzosen Georges Ballery, musste aber gegen die weitaus erfahreneren Ostblock-Ringer Mihai Sult aus Rumänien und Kazimierz Macioch aus Polen Niederlagen einstecken und kam auf den achten Platz.
1962 startete Finley bei der Weltmeisterschaft in Toledo/USA im freien Stil und war hier mit drei Siegen weitaus erfolgreicher. Da es sich um Punktsiege handelte, musste er wegen einer Niederlage gegen den Türken Seyit Ahmet Ağralı ausscheiden und belegte nur den vierten Platz.
Diesen Platz belegte er auch bei der Weltmeisterschaft 1963 in Sofia im freien Stil im Federgewicht. Hier erwies sich der Bulgare Stancho Kolew Iwanow als zu stark. Seinen ersten internationalen Titel gewann Finley dann bei den Panamerikanischen Meisterschaften des gleichen Jahres in São Paulo. Er siegte dort im freien Stil im Federgewicht.
Bei den Olympischen Spielen 1964 in Tokio landete er im griechisch-römischen Stil im Federgewicht erneut nur auf dem vierten Platz. Die Ringer Branislav Martinović aus Jugoslawien und Imre Polyák aus Ungarn verhinderten seinen Medaillengewinn.
Zum Abschluss seiner internationalen Laufbahn kam er dann bei den Weltmeisterschaften 1966, die wieder in Toledo/USA stattfand, im griechisch-römischen Stil im Federgewicht auf den sechsten Platz.
Finley, der auch für den San Francisco Olympic Club startete, beendete danach sein Sportstudium und wurde Ringertrainer an der Universität von Oregon, wo er seit 1970 Cheftrainer ist. 1980 und 1982 wurde er zum "Trainer des Jahres" von Oregon gewählt. Er wohnt mit seiner Familie in Eugene (Oregon).

## Internationale Erfolge
(OS = Olympische Spiele, WM = Weltmeisterschaft, GR = griech.-röm. Stil, F = Freistil, Fe = Federgewicht, damals bis 63 kg Körpergewicht)
- 1961, 8. Platz, WM in Yokohama, GR, Fe, mit einem Sieg über Georges Ballery, Frankreich und Niederlagen gegen Mihai Sult, Rumänien und Kazimierz Macioch, Polen
- 1962, 4. Platz, WM in Toledo/USA, F, Fe, mit Siegen über Roberto Vallejo, Mexiko, Georges Ballery und Jan Zurawsky, Polen und einer Niederlage gegen Seyit Ahmet Ağralı, Türkei
- 1963, 4. Platz, WM in Sofia, F, Fe, mit Siegen über Stefanos Ioannidis, Griechenland und Alexander Geanta, Rumänien, einem Unentschieden gegen Muhammad Akhtar, Pakistan und einer Niederlage gegen Stancho Kolew Iwanow, Bulgarien
- 1963, 1. Platz, Pan American Games in São Paulo, F, Fe, vor Matti Jutila, Kanada und Mario Tovar, Mexiko
- 1964, 4. Platz, OS in Tokio, GR, Fe, mit Siegen über Matti Jutila und Donald Cacas, Australien und Niederlagen gegen Branislav Martinović, Jugoslawien und Imre Polyák, Ungarn
- 1966, 6. Platz, WM in Toledo/USA, GR, Fe, mit einem Sieg über Petrus Fourie, Südafrika, einem Unentschieden gegen Mohammed Marsouk, Ägypten und Niederlagen gegen Roman Rurua, UdSSR und Leif Freij, Schweden

## USA-Meisterschaften
- 1961, NCAA, 2. Platz, F, Fe, hinter Norman Young und vor Bill Carter
- 1962, AAU, 3. Platz, F, Fe, hinter Osamu Watanabe, Japan und Lee Allen
- 1963, AAU, 1. Platz, F, GR
- 1964, AAU, 2. Platz, F, Fe, hinter Mitsuo Hara, Japan und vor Chiharu Murano
- 1966, AAU, 3. Platz, F, Fe, hinter Mac Motokawa und Linn Long